# Polémarque
Pour les articles homonymes, voir Polémarque (homonymie).

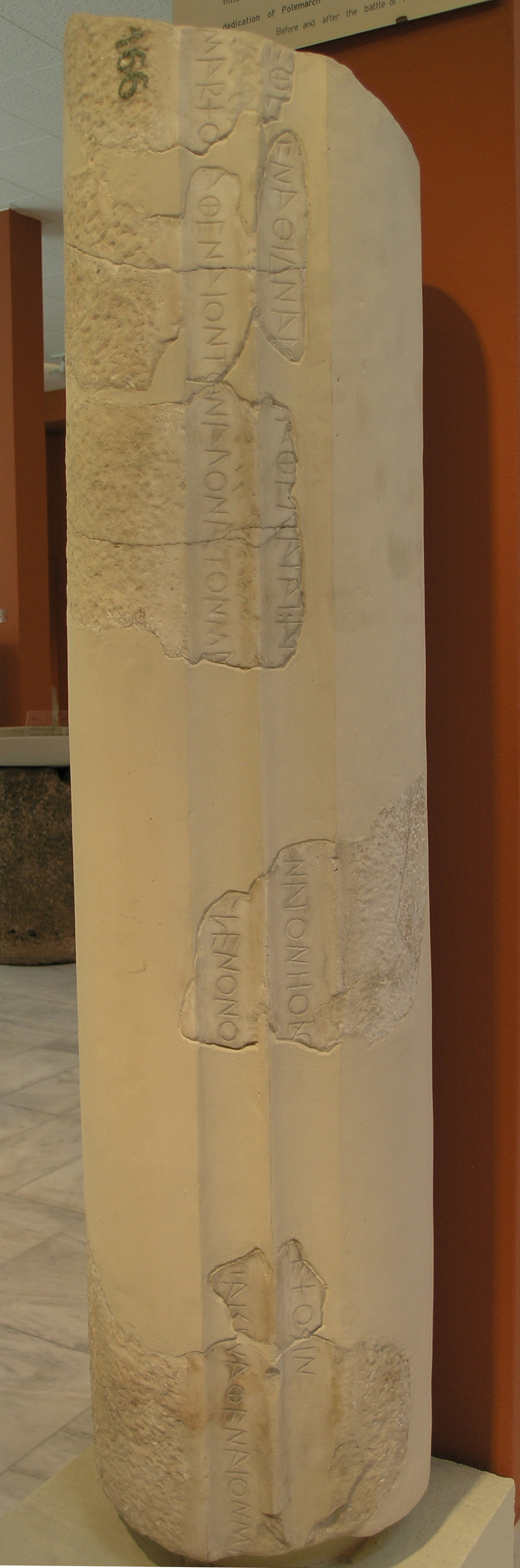
Dédicace d'une colonne par le polémarque Callimachos, avant et après la bataille de Marathon, 490 av. J.-C. (IGI² 609).

Un polémarque (du grec polémarkhos -πολέμαρχος-, « chef de guerre ») était un magistrat militaire dans la Grèce antique. Généralement, il était élu ou tiré au sort pour une période limitée (bien souvent une année). La fonction pouvait être accordée à une ou plusieurs personnes.
À Sparte, un polémarque était responsable d'une brigade. 
À Athènes, un polémarque était un des magistrats et plus précisément un des archontes. Originellement un polémarque était un commandant d'armée qui avait aussi des fonctions religieuses et légales, mais après 487 av. J.-C., quand les magistrats étaient tirés au sort (voir Lotocratie), les fonctions militaires étaient détenues par un stratège. Dès lors, le polémarque, limité à sa fonction judiciaire, ne traitait plus que des « affaires de droit privé concernant les métèques, les étrangers et les esclaves affranchis ».

## Utilisation en fiction
Cette fonction figure dans le roman La Stratégie Ender, d'Orson Scott Card, où le polémarque dirige la défense du système solaire.
Dans l'épisode 15, Intrusion, de la première saison de la série télévisée d'animation Star Wars: The Clone Wars, en version française, Chi Cho est le polémarque de la lune Pantora, c'est-à-dire le dirigeant de cette planète.